# Rattus leucopus dobodurae
Rattus leucopus dobodurae is een ondersoort van de rat Rattus leucopus die voorkomt in het zuidoosten van Nieuw-Guinea, tot op 600 m hoogte. Hij leeft in allerlei habitats, van bossen tot graslanden.
De vacht is nog stekeliger dan bij R. l. ringens en R. l. ratticolor. De rug is donkerbruin van kleur, de buik crèmekleurig. De haren op de rug zijn tot 15 mm lang, die op de buik tot 10 mm. De staart is bruin, meestal met een witte punt. De oren zijn bruin, de voeten vuil wit. De kop-romplengte bedraagt 149 tot 249 mm, de staartlengte 130 tot 201 mm en de achtervoetlengte 35 tot 45 mm. Jonge dieren hebben een donkergrijze rug en een grijze buik. Bij sommige exemplaren is de borst wit. De voeten zijn ook wit.